# Stadtsteinach
Stadtsteinach település Németországban, azon belül Bajorországban. Lakosainak száma 3183 fő (2023. december 31.).

## Népesség
A település népessége az elmúlt években az alábbi módon változott:
| Lakosok száma | 1493 | 2708 | 3867 | 3481 | 3217 | 3217 | 3139 | 3161 | 3118 | 3183 |
|               | 1875 | 1950 | 1975 | 1987 | 2012 | 2014 | 2016 | 2017 | 2021 | 2023 |